# Les Lectures d'une blonde
Les Lectures d'une blonde (Stacked) est une série télévisée américaine en 19 épisodes de 22 minutes, créée par Steven Levitan et dont seulement 14 épisodes ont été diffusés entre le 13 avril 2005 et le 11 janvier 2006 sur le réseau FOX.
En France, le premier épisode a été diffusé le 10 avril 2008 sur Série Club dans les Screenings 2008 et la série à partir du 29 août 2009 sur M6. En Belgique, la série est diffusée depuis le 26 juin 2012 sur RTL-TVI.
La série n'est toujours pas sortie en DVD en France.

## Synopsis
Fatiguée de passer son temps à faire la fête, Skyler Dayton décide de changer de vie et se fait embaucher dans une petite librairie tenue par deux frères, Gavin et Stuart Dewitt.
Les deux frères ont des opinions divergentes sur la jeune femme : Gavin, divorcé et malheureux en amour mais obsédé par la culture, la voit comme la personnification de la superficialité ; Stuart est quant à lui subjugué par sa beauté et veut lui donner sa chance...

## Distribution
- Pamela Anderson (VF : Malvina Germain) : Skyler Dayton
- Elon Gold (VF : Constantin Pappas) : Gavin P. Miller
- Marissa Jaret Winokur (VF : Nathalie Homs) : Katrina
- Brian Scolaro (VF : Yann Pichon) : Stuart Miller
- Christopher Lloyd (VF : Pierre Hatet) : Harold March

Adaptation version française : Hélène Castets

## Épisodes

### Première saison (2005)
1. Positive attitude (Pilot)
2. Bas les pattes ! (Beat the Candidate)
3. Groupie or not groupie (A Fan For All Seasons)
4. Même pas en rêve (Gavin's Pipe Dream)
5. Course contre la montre (The Ex-Appeal)

### Deuxième saison (2005-2006)
1. Je t'aime, moi non plus (Nobody Says I Love You)
2. Tendre Amazone (Two Faces of Eve)
3. Ma meilleure ennemie (Darling Nikki)
4. Auteur de trouble (Crazy Ray)
5. Roulez jeunesse (iPod)
6. Entremetteurs (Heavy Meddle)
7. À consommer... [1/2] (Goodwizzle Hunting [1/2])
8. ... sans modération [2/2] (After Party [2/2])
9. Calculs amoureux (Romancing the Stones)
10. Sous le charme (You're Getting Sleepy) non diffusé aux USA
11. Entre père et fille (The Third Date)  non diffusé aux USA
12. Partition fatale (The Day the Music Died) non diffusé aux USA
13. Punk poker (Poker) non diffusé aux USA
14. Plus douce sera la chute (Headmaster) non diffusé aux USA

## Sortie DVD en France
La série n'obtient toujours pas de sortie en Dvd en France.